# 大波兰公爵
这是一份大波兰王公的列表。
1138年，波兰公爵波列斯瓦夫三世在遗诏中将波兰分为5个公国，分传给他的4个儿子及其后代，大波兰是其中之一。从大波兰公国又分裂出一些更小的公国：波兹南，格涅兹诺和卡利什。

## 历代公爵
- 1138年-1177年 梅什科三世
- 1177年-1194年 奧登
- 1194年-1229年 瓦迪斯瓦夫三世
- 1229年-1234年 瓦迪斯瓦夫四世
- 1234年-1238年 亨里克一世
- 1238年-1241年 亨里克二世
- 1241年-1257年 普热梅斯瓦夫一世与波列斯瓦夫共治
- 1257年-1279年 波列斯瓦夫
- 1279年-1296年 普热梅斯瓦夫二世
- 1296年-1299年 瓦迪斯瓦夫五世
- 1299年-1305年 瓦茨拉夫二世
- 1305年-1309年 亨里克三世
- 1309年-1312年 普熱姆科二世（英语：Przemko II of Głogów），亨里克三世，约翰（英语：John of Ścinawa），波列斯瓦夫（英语：Bolesław of Oleśnica）與康拉德一世共治
  - 1314年，大波兰公国被瓦迪斯瓦夫一世并入统一的波兰王国。